# Mohammad al-Sadr
Mohammad Mohammad Sādiq as-Sadr, aussi appelé Mohammad as-Sadr (en arabe محمّد الصدر, le nom de son père), né le 23 mars 1943 et mort le 19 février 1999 à Nadjaf (Irak), est un religieux chiite irakien de haut rang (marja-e taqlid).
Il est mort assassiné à Nadjaf, en même temps que deux de ses fils.

## Biographie

### Famille
La famille des as-Sadr est considérée comme Sayyid, terme désignant chez les chiites les personnes qui descendraient directement de Mahomet. La lignée de cette famille remonte à l'Imam Jafar as-Sadiq et à son fils l'Imam Musa al-Kazim, respectivement sixième et septième imams chiites. Il est le cousin du grand ayatollah Mohammed Bakr al-Sadr (1935-1980) et de Moussa Sader (1928-disparu en 1978). Il est le père de Moqtada al-Sadr (né en 1973).  

## Œuvre
- Târikh-é-Ghaybat-é-Soughrâ (Histoire de la petite occultation de l'imam Mahdi)